# Александър Герст
Александър Герст е германски астронавт на Европейската космическа агенция и геофизик.

## Биография
Роден е в Кюнцелзау, Баден-Вюртемберг, Германия на 3 май 1976 г.
От 2001 г. до 2003 г. Герст учи за магистърска степен по науки за земята в университета Виктория в Уелингтън в Нова Зеландия.
Прекарва 165 дни в космоса по време на 40-а и 41-вата експедиции до Международната космическа станция от май до ноември 2014 г. Герст се завръща в космоса през юни 2018 г. по време на експедициите 56/57.
Командир на 57-а космическа мисия – първият германец на тази позиция.
1. ↑  Gerst, Alexander. Temporal Changes in Seismic Anisotropy as a New Eruption Forecasting Tool (Master's thesis).   Victoria University of Wellington, 2003.